# Департамент здравоохранения города Москвы
Департамент здравоохранения города Москвы — отраслевой орган исполнительной власти, осуществляющий исполнительно-распорядительные функции в отношении органов, учреждений, организаций и предприятий здравоохранения, аптечных предприятий, подведомственных Правительству Москвы, и управление имуществом этой системы в пределах полномочий, переданных ему Правительством Москвы.

## История
Первым органом исполнительной власти, осуществляющим управление здравоохранением в Москве, был медико-санитарный отдел Моссовета, учреждённый в 1918 году и возглавленный Николаем Семашко, который также руководил Народным комиссариатом здравоохранения РСФСР. В 1919 году он был реорганизован в Городской отдел здравоохранения Моссовета (Мосгорздравотдел) во главе с Владимиром Обухом, объединённый через год с Московским губернским отделом здравоохранения. Значительная часть ресурсов отдела на тот момент уходила на военную медицину (в условиях гражданской войны), а также борьбу с эпидемиями сыпного тифа и холеры. В 1918 году было начато создание городских институтов — научно-исследовательских медицинских учреждений нового типа: бактериологический институт (ныне НИИ вакцин и сывороток имени И. И. Мечникова), туберкулёзный институт (ныне НИИ фтизиопульмонологии), институт скорой помощи (ныне НИИ скорой помощи имени Н. В. Склифосовского). В 1920-е годы в Москве увеличивается количество медицинских учреждений, и расширяется диспансеризация населения. В 1931 году отдел был переименован в Московский городской отдел здравоохранения («Мосгорздравотдел»). К 1941 году в Москве насчитывалось 190 больниц на 36.6 тысяч коек в общем количестве, в которых работало 15.3 тысяч врачей и 31.1 работников среднего медицинского персонала. Во время Великой Отечественной войны большинство больниц действовало в качестве эвакогоспиталей, в которых была проведена четверть всех хирургических операций, проведённых в СССР в годы войны.
В 1960-е годы в Москве происходит разделение больниц и амбулаторно-поликлинических учреждений. В период с 1961 по 1980 год было открыто 357 поликлиник, появились травматологические пункты, количество подстанций скорой помощи увеличено до 43 в 1985 году. В составе отдела здравоохранения были учреждены кардиоревматологическая служба и служба профессиональной патологии. В 1968 году отдел был преобразован в Главное управление здравоохранения Мосгорисполкома, которое в 1991 году было переименовано в Главное медицинское управление города Москвы. Со второй половины 1980-х годов процесс строительства новых медицинских учреждений в Москве замедлился по причине снижения рождаемости, а также экономического кризиса 1990-х годов, при котором были снижены объёмы государственного финансирования здравоохранения. В 1994 году Департамент здравоохранения города Москвы получил своё текущее название, за исключением периода с 1996 по 2003 год, когда он носил название «Комитет здравоохранения Москвы».

## Современность
Департаменту подчиняются расположенные в Москве государственные медицинские учреждения (в частности, 79 больниц и 660 поликлиник), а также медицинские образовательные учреждения среднего профессионального образования.

### Программа модернизации здравоохранения Москвы
Реализуется департаментом 2011 года в рамках аналогичной программы Минздрава, охватывающей все регионы России. Программа предполагает проведение эффективной кадровой политики, повышение эффективности и технологичности оказания медицинской помощи, создание единого информационного пространства в системе здравоохранения Москвы. В 2012—2013 годах произошло масштабное обновление материально-технической базы медицинских учреждений в Москве (в частности, в них было поставлено около 47 тысяч единиц нового медицинского оборудования, а также введено 60 тысяч автоматизированных рабочих мест специалистов), в рамках кадровой политики была сокращена численность административного аппарата. При этом в рамках программы в 2014—2015 годах были предприняты шаги, негативно расцененные в обществе, в том числе среди медицинских работников, — сокращение количества больниц, ряд которых был объединён с многофункциональными медицинскими центрами, а также сокращение числа специалистов. Основные претензии в критике деятельности властей относились как к массовым увольнениям медицинских работников, так и к снижению доступности медицинской помощи для пациентов.

### Взаимодействие с населением
Департамент здравоохранения города Москвы реализует ряд программ по взаимодействию с населением в аспектах, относящихся не только непосредственно к медицинской помощи, но и к пропаганде здорового образа жизни, и к
- Москва без боли. Проект, инициированный Департаментом в 2016 году, направленный на помощь пациентам, страдающим болевыми синдромами, и включающий в себя более широкое обеспечение медицинских учреждений обезболивающими препаратами. Также в рамках проекта были проведены мероприятия по широкому информированию медицинских работников и пациентов о возможностях современного обезболивания[8][9].
- «Спасибо, доктор!». Старт этому проекту дала общественная инициатива, стартовавшая в 2015 году и дающая возможность пациентам делиться историями об оказании помощи врачами[10][11]. В настоящий момент каждый москвич может написать на сайт ДЗМ свою историю выздоровления и сказать слова благодарности медицинским организациям и их сотрудникам, которые оказали ему помощь. Среди известных людей, которые присоединились к акции – Федор Бондарчук, Алексей Учитель, Карен Шахназаров, Николай Расторгуев, Валдис Пельш, Борис Клюев.
- Лекторий "Бегу к врачу". С 2017 года Департамент проводит серию открытых лекций[12] известных практикующих врачей и ученых, которые рассказывают о достижениях современной медицины, основных подходах к лечению заболеваний и принципах здорового образа жизни. В 2018 году спикерами лектория были заведующий отделением психотерапевтической помощи и социальной реабилитации ПКБ №1 им. Алексеева Никита Чернов[13], главный внештатный специалист диетолог ДЗМ Антонина Владимировна Стародубова[14], главный внештатный специалист акушер-гинеколог ДЗМ, заведующий перинатальным центром ГКБ №24 Антон Сергеевич Оленев, главный врач ГКБ им. С.С. Юдина Денис Николаевич Проценко и другие. Лекции проходят в павильоне «Заповедное посольство» парка «Зарядье», без предварительной записи. Все встречи транслируются онлайн на странице Департамента в facebook. Расписание лекций и записи прошедших встреч выкладываются на сайт Департамента.
- «Входите, открыто!»: дни открытых дверей в московских больницах[15]. С 2019 года московские больницы ДЗМ проводят дни открытых дверей для всех граждан РФ. Мероприятия в рамках акции бесплатны для посещения и направлены на привлечение внимания населения к необходимости профилактики заболеваний и бережного отношения к своему здоровью. Чтобы посетить медицинские организации ДЗМ, необходимо выбрать интересующее мероприятие на сайте ДЗМ и пройти предварительную регистрацию. Для посещения медицинских организаций требуется иметь при себе паспорт РФ и полис ОМС.
- «Московский здоровый образ жизни». Информационно-коммуникационная кампания по вопросам распространения идеи укрепления здорового образа жизни среди москвичей. Проводится с 2013 года и включает ряд профилактических и просветительских мероприятий, проводимых силами медицинских организаций ДЗМ. Все мероприятия в рамках кампании проводятся бесплатно. Кампании дан старт после московского форума «Москвичам – здоровый образ жизни» в 2018 году[16], когда молодежный совет Департамента поставил перед собой задачу по распространению информацию среди граждан и популяризацию здорового образа жизни.    В рамках кампании ежегодно проводятся мероприятия, приуроченные к Всемирным дням борьбы с различными заболеваниями, лекции, мастер-классы, конкурсы, флеш-мобы - как на базе медицинских организаций государственной системы здравоохранения города Москвы, так и на выездных площадках в парках столицы, крупных торговых центрах, на предприятиях и в образовательных учреждениях города. В ходе кампании осуществляется информационно-просветительская работа среди населения, проводятся экспресс-обследования на раннее выявление хронических неинфекционных заболеваний и факторов риска их развития, организуются консультации врачей отделений (кабинетов) медицинской профилактики, Центров здоровья и иных врачей-специалистов (кардиологов, эндокринологов, онкологов, наркологов, офтальмологов, неврологов и проч.).
- Ситуационный центр Департамента. Действует с 2016 года, постоянно отображает данные о работе во всех поликлиниках Москвы и предоставляющий возможность электронной записи на приём к специалистам[17].·

### Поддержка медицинских работников. Фестиваль "Формула жизни"
·        Ежегодный городской фестиваль для работников московского здравоохранения "Формула жизни" проводится с 2013 года и включает комплекс мероприятий, нацеленных на выявление и поощрение успешных инициатив, лучших организаций системы и работников системы московского здравоохранения, а также на повышение престижа медицинских профессий среди москвичей и активное распространение лучших примеров профессиональной деятельности столичных медицинских организаций. Также в рамках фестиваля проводятся конкурсы, спортивные и интеллектуальные соревнования между командами медицинских организаций Москвы.
- Условия участия. К участию в фестивале приглашаются все медицинские организации, подчиненные Департаменту, и все медицинские работники этих организаций. Сроки и порядок подачи заявки для участия в фестивале определяются отдельно для каждого конкурса и вида активности. Информация о сроках проведения всех мероприятий фестиваля размещается на официальном сайте фестиваля не позднее 1 февраля текущего года.
- Определение победителей. Каждый год победителей конкурса по всем номинациям определяет утвержденное приказом жюри[19]. Председателем жюри назначается руководитель Департамента здравоохранения Москвы. В состав жюри входят представители администрации, главные врачи, главные внештатные специалисты Департамента.
- Основные номинации и награды. Ежегодно вручаются награды "Человек года", "Лучшая медицинская организация года", "Лучшая поликлиника", "Лучший сайт медицинской организации", "Лучший проект года" и другие. В 2018 году в рамках фестиваля были вручены призы по 52 номинациям.
- Ассамблея "Здоровье Москвы"[20]. Итоговым мероприятием фестиваля является ежегодная Ассамблея «Здоровье Москвы», которая традиционно проводится в начале декабря. на Ассамблее мэр Москвы и руководитель ДЗМ подводят итоги года и награждают победителей фестиваля, а ведущие медицинские организации Департамента представляют свои достижения на специализированной интерактивной выставке[21][22].

## Структура
Департамент включает в себя следующие структурные подразделения:
- Управление делами и координации деятельности
- Управление по связям с общественностью
- Управление строительства и капитального ремонта
- Отдел материально-технического обеспечения
- Управление организации закупок
- Управление организации обеспечения деятельности медицинских организаций
- Управление организации стационарной медицинской помощи
- Управление организации первичной медико-санитарной помощи
- Управление фармации
- Управление по работе с обращениями граждан и организации ведомственного контроля качества и безопасности медицинской деятельности
- Управление лицензирования и аккредитации
- Управление бухгалтерского учета и отчётности
- Управление правового обеспечения и кадровой политики
- Управление финансового планирования и финансирования
- Управление контроля в сфере имущественно-земельных отношений и инвестиционных проектов
- Организационно-аналитическое управление
- Управление по контролю за применением цен на лекарственные препараты

## Подведомственные учреждения
- Организации Департамента здравоохранения Москвы
  - ГБУ Гормедтехника
  - КП Мосмедкомплект
  - Мосавтосантранс
  - ГУ ПТО КРиС ДЗМ
  - Аптечные учреждения
  - ГУП РСУ ДЗМ
  - ГКУЗ ЦМИ ДЗМ
- Специализированные учреждения и службы
  - ССиНМП и подстанции СМП
  - НПЦ ЭМП (Медицина катастроф)
  - Центр крови имени О. К. Гаврилова
  - Бюро судебно-медицинской экспертизы
  - НИИ организации здравоохранения и медицинского менеджмента Москвы
- Лечебно-профилактические учреждения городского подчинения
  - Научно-исследовательские учреждения
  - Научно-практические центры
  - Больницы (многопрофильные, специализированные)
  - Госпитали для ветеранов войн
  - Диспансеры
  - Медицинские Центры
  - Поликлиники
  - Санатории
- ГКУ Дирекция по координации деятельности медицинских организаций ДЗМ
  - Лечебно-профилактические учреждения окружного подчинения
    - Больницы
    - Поликлиники
    - Диспансеры
    - Детские санатории
    - Родильные дома